# William Bradley (artist plastic)
Pentru alte persoane purtând același nume, vedeți William Bradley (dezambiguizare).
William H. Bradley (n. 10 iulie 1868 - d. 1962), a fost un ilustrator, designer și tipograf american din Boston, Massachusetts. Stilul său artistic a fost Art Nouveau, lucrările sale fiind într-un anumit fel similare cu cele ale lui Aubrey Beardsley.
Bradley a urmat un curs de ucenicie ca tipograf lucrând apoi în Chicago, Illinois. În decursul anilor 1890 a devenit un lider în realizarea de afișe. Ca urmare a devenit profesor de artă la un colegiu sau la o universitate din sau din jurul orașului Cambridge, Massachusetts. În perioada 1904 - 1905, Bradley a lucrat pentru The American Type Founders Company. A produs diferite ilustrații pentru numeroase cărți și periodice. Ilustrator talentat și prolific, Bradley a realizat și ilustrații pentru cărți de copii, realizând de asemenea și jucării elegante, ingenioase și cu înalt simț estetic. Supranumit "Decanul tipografilor americani" (conform, "Dean of American Typographers"), William Bradley a fost activ până la sfârșitul vieții sale purtând și laurii celui mai bine plătit artist american de la începutul secolului 20.
1. 1 2  Autoritatea BnF, accesat în 10 octombrie 2015
2. 1 2  The Fine Art Archive, accesat în 1 aprilie 2021
3. 1 2  Will Bradley (1868-1962), Internet Speculative Fiction Database, accesat în 9 octombrie 2017
4. 1 2  Will(iam Henry) Bradley, Grove® Dictionary of Art
5. 1 2  Will H. Bradley, SNAC, accesat în 9 octombrie 2017
6. ↑  „William Bradley”, Gemeinsame Normdatei, accesat în 19 decembrie 2014
7. ↑  http://ark.bnf.fr/ark:/12148/cb13179140w BnF catalogue général Verificați valoarea |url= (ajutor), accesat în 20 ianuarie 2025
8. ↑  Museum of Modern Art online collection, accesat în 4 decembrie 2019
9. ↑   https://mix-n-match.toolforge.org/#/entry/115931711 Lipsește sau este vid: |title= (ajutor)